# Mozaika krzyżowych

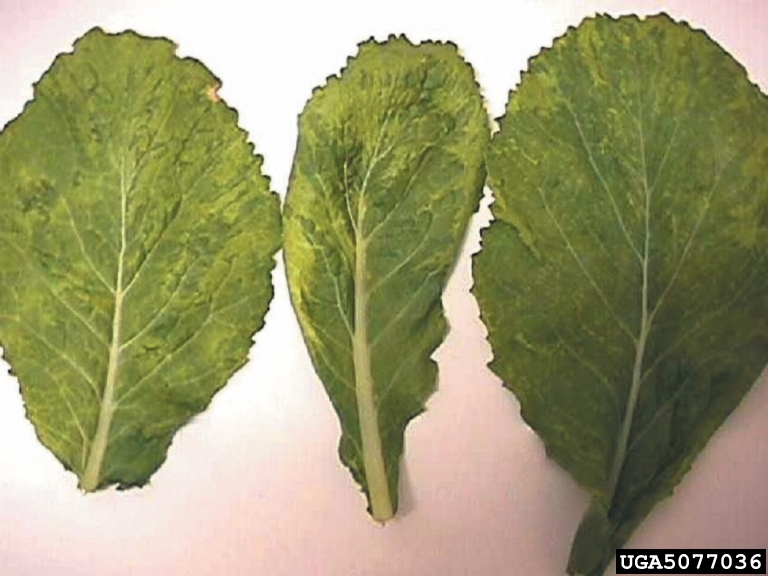
Mozaika krzyżowych na liściach

Mozaika krzyżowych – wirusowa choroba roślin z rodziny kapustowatych (Brassicaceae), zwanych też krzyżowymi. Wywołana jest przez wirusa mozaiki rzepy (Turnip mosaic virus, TuMV). Jest to choroba z grupy mozaik.

## Występowanie i szkodliwość
Wirus TuMV ma bardzo szeroki zakres gospodarzy. Poraża co najmniej 318 gatunków w 156 rodzajach należących do 43 rodzin. Infekuje większość roślin kapustowatych, ale najbardziej szkodzi kapuście pekińskiej, rzepie, gorczycy i rzodkwi. Atakuje również buraki, szpinak i tytoń. Wśród roślin uprawnych w Polsce oprócz mozaiki krzyżowych powoduje także mozaikę maku, mozaikę rzepaku i plamistość pierścieniową chrzanu.
Rośliny porażone mozaiką krzyżowych są skarłowaciałe, a ich liście są grubo nakrapiane, zniekształcone. Na liściach drobne plamki w miarę rozwoju choroby przekształcają się w czarne plamy. Silnie porażone liście przedwcześnie opadają. Zmniejsza się również plon nasion. Porażone nasiona są puste, lub zniekształcone. Na łodydze pojawiają się przebarwienia zewnętrzne, później nieprawidłowy wzrost i zamieranie. Nasilenie choroby silnie zależy od okresu, w którym nastąpiła infekcja. Wczesne porażenie kapusty tym wirusem w rozsadniku lub zaraz po przesadzeniu może zmniejszyć plon o 75%, podczas gdy infekcja późnym sezonem ma niewielki lub żaden wpływ na plon.

## Epidemiologia
Źródłami infekcji pierwotnych TuMV są chore rośliny żywicielskie i chwasty. Może też być wprowadzony na pole wraz z zainfekowanymi nim sadzonkami. Nie zaobserwowano natomiast przenoszenia wirusa przez nasiona. Wirus przenoszony jest głównie przez mszyce, zwłaszcza mszycę brzoskwiniową (Myzus pericae) i mszycę kapuścianą (Brevicoryne brassicae), ale łatwo przenosi się też mechanicznie (np. przez narzędzia rolnicze). Wirus ma krótki okres transmisji (czas od rozpoczęcia akwizycji żerowania do momentu, gdy wektor może zainfekować zdrowe rośliny wirusem), wynoszący 10 do 30 sekund, bez okresu utajonego. Z tego powodu przenoszenie wirusów przez mszyce odbywa się zwykle na niewielkie odległości (do kilkuset metrów), zwłaszcza z wiatrem i obejmuje migrujące alaty (skrzydlate mszyce). Warunki pogodowe i temperatura wpływają na aktywność mszyc i wzorce migracji, co z kolei wpływa na rozprzestrzenianie się TuMV. Suche i ciepłe warunki sprzyjają rozmnażaniu i rozprzestrzenianiu się mszyc, a tym samym wczesnemu i zwiększonemu rozprzestrzenianiu się wirusa. Chłodne, wilgotne i wietrzne warunki ograniczają rozmnażanie i przemieszczanie się mszyc, a tym samym rozprzestrzenianie się wirusa. Po infekcjach pierwotnych na polu TuMV może stosunkowo szybko rozprzestrzeniać się z rośliny na roślinę, jeśli mszyce nie są zwalczane.

## Ochrona
Zwalczanie mozaiki krzyżowych jest dość trudne ze względu na bardzo szeroki zakres żywicieli wirusa, nieskuteczność insektycydów w kontrolowaniu rozprzestrzeniania się wirusów przez mszyce, oraz brak odpornych odmian uprawnych. Można jedynie ograniczyć nasilenie choroby przez profilaktykę. Rozsadniki należy lokalizować z dala od pól uprawnych. Z rozsadników i pól uprawnych należy usuwać chwasty i samosiewy. W rozsadnikach pomocne może być odrzucenie roślin z zewnętrznych rzędów (są najbardziej narażone na infekcje).
Bardzo często wirus TuMV przenosi się z rośliny na roślinę przez narzędzia rolnicze i ręce ludzi. Podczas przesadzania sadzonek często i dokładnie należy myć ręce mydłem i wodą. Sprzęt polowy powinien być używany najpierw na nowych polach, a następnie na starszych polach. Nigdy nie należy przesadzać zdrowej rośliny do gleby, z której usunięto chorą roślinę. Korzenie z chorych roślin pozostaną w glebie i będą źródłem wirusa dla nowej sadzonki. Warunki sanitarne w terenie, a zwłaszcza zwalczanie chwastów, są bardzo ważne, ponieważ wirus może infekować wiele gatunków chwastów.